# Zwarte truffelknotszwam
De zwarte truffelknotszwam (Tolypocladium ophioglossoides) is een schimmel die behoort tot de familie Ophiocordycipitaceae. Deze biotrofe parasiet is parasiterend op de vruchtlichamen van de truffelachtige Elaphomyces. Hij komt voor in gemengde en loofbossen en lanen op droge, voedselarme zandgrond. Ook komt hij voor in naaldbossen en parken. 

## Kenmerken
Het vruchtlichaam is knotsvormig en tot 10 cm hoog. Het heeft een cilindrisch-eivormige kop en een lange steel. Jonge vruchtlichamen hebben een gele en gladde kop die na verloop van tijd zwart wordt.
De filamenteuze sporen, tot 200 μm lang, vervallen in elliptisch-cilindrische secundaire sporen met afmetingen van 2,5-5 × 2 μm.
De soort is oneetbaar.

## Verspreiding
De zwarte truffelknotszwam is een soort die voorkomt in Europa, het noorden van de Verenigde Staten en Canada. 
In Nederland komt hij algemeen voor. Hij staat niet op de rode lijst en is niet bedreigd.

## Naam
De soortaanduiding ophioglossoides, is afgeleid van het Oudgrieks, betekent "als de tong van een slang". 